# Partido judicial de Cambados
El Partido judicial de Cambados es uno de los 45 partidos judiciales en los que se divide la Comunidad Autónoma de Galicia, siendo el partido judicial n.º 9 de la provincia de Pontevedra.
Comprende a las localidades de Cambados, El Grove, Meaño, Meis, Ribadumia y Sangenjo.
La cabeza de partido y por tanto sede de las instituciones judiciales es Cambados. La dirección del partido se sitúa en la Calle Emilia Pardo Bazán de la localidad. Cambados cuenta con cuatro Juzgados de Primera Instancia e Instrucción.